# Callidium duodecimsignatum
Callidium duodecimsignatum là một loài bọ cánh cứng trong họ Cerambycidae.